# Sassacus (animal)
Sassacus es un género de arañas araneomorfas de la familia Salticidae. Se encuentra en América y el sur de Asia.   

## Lista de especies
Según The World Spider Catalog 12.5::
- Sassacus alboguttatus (F. O. Pickard-Cambridge, 1901)
- Sassacus arcuatus Simon, 1901
- Sassacus aurantiacus Simon, 1901
- Sassacus aztecus Richman, 2008
- Sassacus barbipes (Peckham & Peckham, 1888)
- Sassacus biaccentuatus Simon, 1901
- Sassacus cyaneus (Hentz, 1846)
- Sassacus dissimilis Mello-Leitão, 1941
- Sassacus flavicinctus Crane, 1949
- Sassacus glyphochelis Bauab, 1979
- Sassacus helenicus (Mello-Leitão, 1943)
- Sassacus leucomystax (Caporiacco, 1947)
- Sassacus lirios Richman, 2008
- Sassacus ocellatus Crane, 1949
- Sassacus paiutus (Gertsch, 1934)
- Sassacus papenhoei Peckham & Peckham, 1895
- Sassacus resplendens Simon, 1901
- Sassacus samalayucae Richman, 2008
- Sassacus sexspinosus (Caporiacco, 1955)
- Sassacus trochilus Simon, 1901
- Sassacus vitis (Cockerell, 1894)